# Georg Mautner Markhof
Georg Josef Erwin Mautner Markhof (* 11. Juni 1926 in Wien; † 13. Mai 2008 ebenda) war ein österreichischer Industrieller und Politiker aus der Unternehmerfamilie Mautner Markhof.

## Leben
Georg Mautner Markhof maturierte 1945 in der Schweiz, anschließend folgte ein Lizenziat an der Handelshochschule St. Gallen bis 1949 und in weiterer Folge ein Studium an den Universitäten Neuchâtel und Zürich. Nach dem Studium war er zunächst als Journalist tätig und im Jahr 1950 trat er in das Familienunternehmen ein. 1956 wurde er geschäftsführender Gesellschafter der Th. & G. Mautner Markhof KG, 1970 Geschäftsführer der Vereinigten Hefefabriken Mautner Markhof und Wolfrum und von 1975 bis 1996 war er Vorstandsvorsitzender des Mautner-Markhof-Konzerns.
Politisch war Georg Mautner Markhof vom 5. November 1990 bis zum 6. April 1992 Abgeordneter zum Nationalrat für die FPÖ. Im Februar 1993 trat er aus dieser aus und wurde Mitglied der neu gegründeten Partei Liberales Forum, in der er bis zu seinem Austritt im Oktober 1995 als Wirtschaftsberater fungierte.
Georg Mautner Markhof wurde am Hietzinger Friedhof in Wien bestattet.

## Auszeichnungen
- 1997 Burghard-Breitner-Preis

## Werke
- Verschwörung der Inquisitoren. Kriminalprozeß Miguel Serveto 1553. Kremayr & Scheriau, Wien 1974, ISBN 3-218-00270-2.
- Das unbequeme Wunder. Kirchenstreit um Philomena 1802–1981. Poseidon Press, Wien 1981, DNB 994844298.
- Wir zahlen immer. Wirtschaftliche Zusammenhänge für jene, die Politikern nicht alles glauben. Ueberreuter, Wien 1989, ISBN 3-8000-3315-1.
- Der verspielte Wohlstand. Falsche Politik gefährdet unsere Zukunft. Leopold Stocker Verlag, Graz 2000, ISBN 3-7020-0890-X.
- Das St. Louis-Drama. Hintergrund und Rätsel einer mysteriösen Aktion des Dritten Reichs. Leopold Stocker Verlag, Graz 2001, ISBN 3-7020-0931-0.
- Major Emil Fey – Heimwehrführer zwischen Bürgerkrieg, Dollfuß-Mord und Anschluß. Leopold Stocker Verlag, Graz 2004
- Die verschollenen Kadetten. Dokumentation einer mysteriösen Tragödie auf See. Hauschild, Bremen 2005, ISBN 3-89757-303-2.
- Von Irgendwo in alle Welt. Geschichte der Familie Mautner Markhof. Guardaval Handels- und Verlagsgesellschaft, Wien o. J., keine ISBN